# 本光寺 (市川市)
本光寺（ほんこうじ）は、千葉県市川市にある、日蓮宗の寺院。山号は光胤山。豊前坊（ぶぜんぼう）の通称で知られる。2010年（平成22年）、CM動画はひふへ本光寺で一躍有名になる。

## 起源と歴史
約655年の歴史をもつ日蓮宗の寺院（達師法縁）である。日胤が1361年（正平16年）4月28日に中山より当村（御門）を閑居の地として堂宇を創立、同年5月に中山法華経寺より寺号許可を得、同年（南朝は正平16年、北朝は康安元年）11月17日に遷化されたと言われている。日胤は、中山法華経寺2世日高（大田乗明の息子）の俗甥で、日蓮の教えを広め、信者を教化育成し、立正安国の聖業に精進されたと言われている。
一説に、本光寺は山号を光胤山と称するが、これは千葉氏の重臣原氏の一族である原豊前入道光胤の名前からとったものであり、光胤は一方で豊前坊なる坊を営んでおり、この坊が当寺の前身であったとも言われている。光胤は原胤親の息子。通称は孫二郎、官途は豊前守、のち入道して豊前入道、法号は荘覚院。1466年（寛正7年）2月7日（2月6日説も）、吉川（現在の埼玉県吉川市）での戦いで討死した。
1776年（安永5年）11月、第19世寛具院日正（日荘）により、源頼政を勧請。
1816年（文化13年）、第23世智義院日理により中興され、堂宇を再建。鬼子母神、大黒天、妙見菩薩などを勧請。
1874年（明治7年）、本光寺に大台小学校が開校（市川市で2番目に古い大柏小学校（後述）の前身）される。1900年（明治33年）に大台小学校は移転され、大柏尋常小学校、大柏小学校と改名され現在に至っている。
1967年（昭和42年）、第34世輝尚院日住により本堂を再建し、1971年（昭和46年）に客殿を再建。七面天女、帝釈天、弁才天などを勧請。
境内には、永代供養のための観音菩薩、水子供養のための地蔵菩薩、大野天満宮などがある。大野天満宮には、菅原道真（学問の神）、加藤清正（必勝の神）、源頼政（縁切りの神）などが祀られている。
現住職は35世尾藤宏明（潮師法縁、1993年晋山）。御廟所、永代供養墓、動物供養之塔、樹木葬などを建立。

## 伽藍

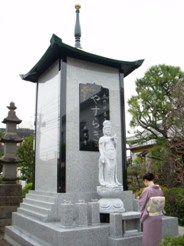
永代供養墓やすらぎ

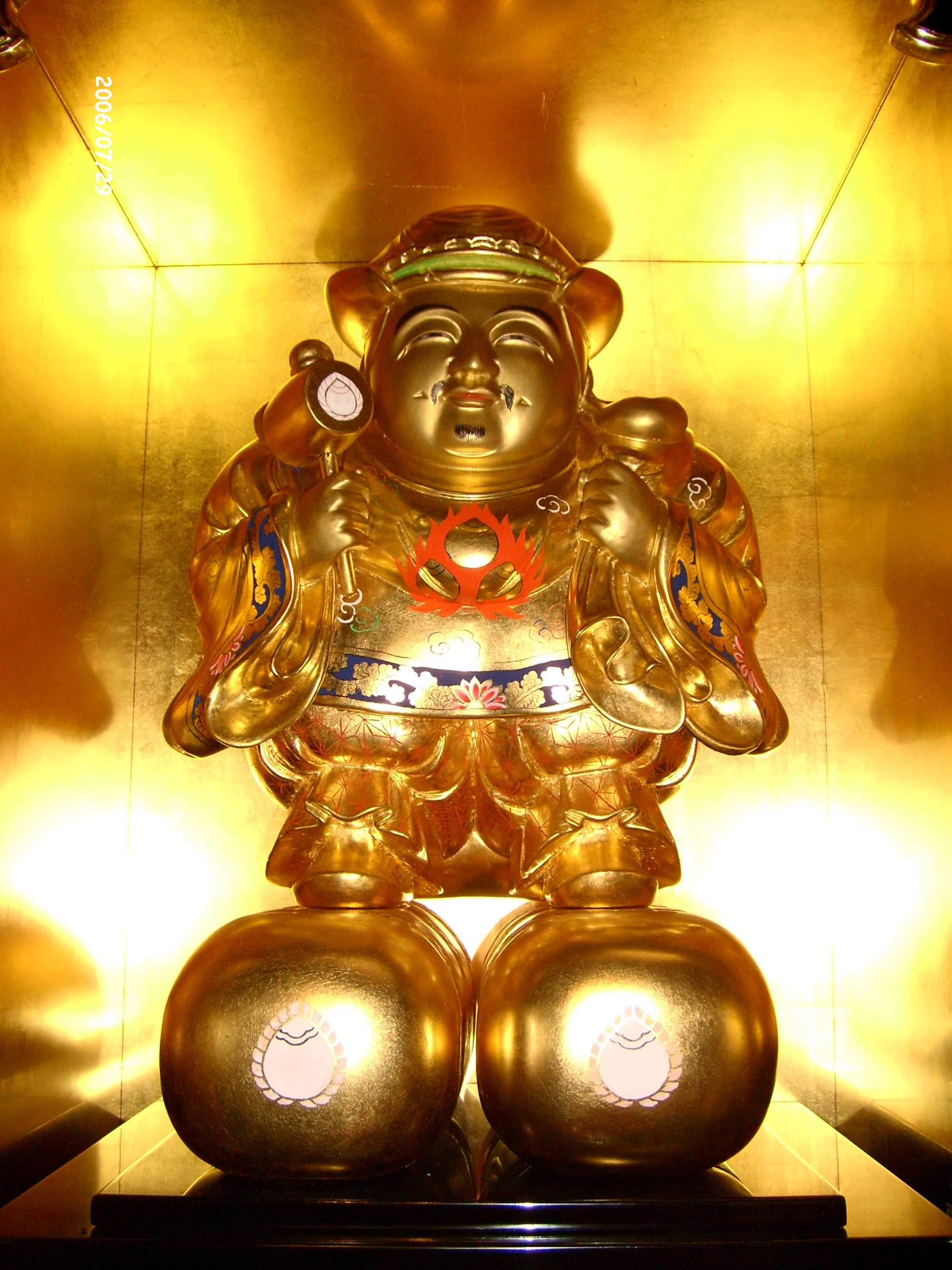
金大黒天

- 天満天神宮 - 1778年（安永7年）、日正（荘）上人が天満天神宮（本光寺が別当）の天神を再興。1785年（天明5年）2月より3月まで天満天神宮の屋根替。
- 三重宝塔 - 1854年（嘉永7年）、日理上人が建立。
- 市川聖地苑 - 1941年（昭和16年）、日住上人が開園。
- 法界萬霊供養塔 - 1962年（昭和37年）、日住上人が建立。
- 本堂 - 1967年（昭和42年）、日住上人が落慶。本尊は一塔両尊四菩薩の形式に従う。
- 客殿 - 1971年（昭和46年）、日住上人が落慶。
- 水子供養地蔵尊 - 1977年（昭和52年）、日住上人が建立。水子供養地蔵尊と命名された最初の水子地蔵。
- 稲荷堂 - 1981年（昭和56年）、日住上人が落慶。
- 市川聖地苑 - 1997年（平成9年）、現住職が整備。2001年（平成13年）に拡張。
- 御廟所 - 2002年（平成14年）、現住職が建立。
- 永代供養墓やすらぎ - 2003年（平成15年）、現住職が建立。
- 駐車場 - 2006年（平成18年）、現住職が整備。
- 動物供養之塔いのち - 2009年（平成21年）、現住職が建立。
- 永代供養墓やすらぎ - 2009年（平成21年）、現住職が建立。
- 永代供養墓釈迦之塔（第一号） - 2012年（平成24年）、現住職が建立。
- 樹木葬 - 2012年（平成24年）、現住職が建立。
- 木魚のぽっくん - 2013年（平成25年）3月20日、現住職が誕生。
- 日蓮聖人石像 - 2015年（平成27年）、現住職が建立。
- 永代供養墓本堂金剛五輪塔 - 2016年（平成28年）、現住職が建立。
- 永代供養墓釈迦之塔（第二号） - 2016年（平成28年）、現住職が建立。
- 樹木葬 - 2019年（令和元年）、現住職が拡張建立。

## 主な祭事（檀家会員・護持会会員）
- 1月8日 - 冬の大祭「新春初祈祷祭」
- 5月8日 - 春の大祭「月遅れ　釈尊降誕会」
- 7月1日 - 新盆会
- 7月18日 - 夏の大祭「施餓鬼大法要」
- 8月1日 - 新盆会（月遅れ）
- 10月28日 - 秋の大祭「御会式（おえしき、日蓮聖人の遠忌法要）」

## 主な祭事（永代会員）
- 3月春分の日 - 永代供養合同供養大祭

## 主な祭事（web会員）
- 1月 - ご祈祷（新年）
  - ≪1月1日・2日・3日≫10時、12時、14時、15時（ぽっくん子供初詣）
  - ≪1月4日～1月31日の土日祝≫14時
- 1月 - ぽっくん子供初詣
  - ≪1月1日・2日・3日≫15時
- 2月 - ご祈祷（節分）
  - ≪2月1日～2月28日（29日）の土日祝≫14時
- 3月春分の日 - 春のお彼岸法要
- 3月春分の日 - 春のペット供養大祭
- 4月第2日曜日 - 人形供養大祭
- 6月第2日曜日 - 水子供養大祭
- 7月1日 - 新盆供養祭
- 8月1日 - 新盆供養祭（月遅れ）
- 9月秋分の日 - 秋のお彼岸法要
- 9月秋分の日 - 秋のペット供養大祭
- 10月15日〜11月15日 - 子育て応援！七五三ぽっくん祭り

## 主な催事（その他）
- 生前戒名授与式 - 2月8日、4月8日、6月8日、7月8日、11月8日、12月8日
- 6月23日 - 一部経読誦会（住師講・日住上人の回忌法要）
- 11月第1日曜日 - 団体参拝バス旅行（1泊2日）

## 主なイベント（子育て応援）
- 4月頃/11月頃 - ぽっくんハッピーフェスタ
- 毎月第2日曜日 - キッチンカー子供食堂

## 交通アクセス
- JR武蔵野線 市川大野駅から徒歩3分。
- 京葉道路 京葉市川インターチェンジ・原木インターチェンジから約20分。